# Risen 3: Titan Lords
Risen 3: Titan Lords est un jeu vidéo de type action-RPG développé par Piranha Bytes et édité par Deep Silver, sorti en 2014 sur Windows, PlayStation 3, PlayStation 4 et Xbox 360.

## Accueil
- Canard PC : 6/10[1]